# Esqui aquático nos Jogos Pan-Americanos de 2023 - Slalom masculino
O evento do slalom masculino do esqui aquático nos Jogos Pan-Americanos de 2023 foi disputado em 21 e 23 de outubro de 2023 na Lagoa Los Morros, em San Bernardo. Um total de 16 esquiadores aquáticos de oito Comitês Olímpicos Nacionais (CON) participaram da competição.

## Calendário
Horário local (UTC−3).
| Data          | Hora  | Fase                 |
| ------------- | ----- | -------------------- |
| 21 de outubro | 11:15 | Preliminar – Série 2 |
| 21 de outubro | 12:10 | Preliminar – Série 1 |
| 23 de outubro | 10:55 | Final                |

## Medalhistas
| Ouro   | USA Nate Smith     |
| Prata  | DOM Robert Pigozzi |
| Bronze | BRA Felipe Simioni |

## Resultados

### Preliminar
Cada esquiador aquático realiza um série de manobras, com os oito melhores se classificando para a final.
| Pos. | Esquiador           | CON                      | Resultado     | Notas |
| ---- | ------------------- | ------------------------ | ------------- | ----- |
| 1    | Nate Smith          | USA Estados Unidos       | 2.00/58/10.25 | Q     |
| 2    | Robert Pigozzi      | DOM República Dominicana | 6.00/58/10.75 | Q     |
| 3    | Carlos Lamadrid     | MEX México               | 3.00/58/10.75 | Q     |
| 3    | Felipe Simioni      | BRA Brasil               | 3.00/58/10.75 | Q     |
| 5    | Antonio Collazo     | ARG Argentina            | 2.00/58/10.75 | Q     |
| 6    | Tobías Giorgis      | ARG Argentina            | 1.50/58/10.75 | Q     |
| 7    | Álvaro Lamadrid     | MEX México               | 5.00/58/11.25 | Q     |
| 8    | Martín Labra        | CHI Chile                | 4.00/58/11.25 | Q     |
| 9    | Dorien Llewellyn    | CAN Canadá               | 3.50/58/11.25 |       |
| 9    | Santiago Jaramillo  | COL Colômbia             | 3.50/58/11.25 |       |
| 11   | Andrea Pigozzi      | DOM República Dominicana | 3.00/58/11.25 |       |
| 11   | Patricio Zohar      | ARG Argentina            | 3.00/58/11.25 |       |
| 13   | Paolo Pigozzi       | DOM República Dominicana | 2.00/58/11.25 |       |
| 14   | Matías González     | CHI Chile                | 1.50/58/11.25 |       |
| 15   | Pablo Alvira        | COL Colômbia             | 5.00/58/12.00 |       |
| 16   | Anthony Furmanovich | BRA Brasil               | 2.50/58/12.00 |       |

### Final
Na final os competidores realizaram uma única série de manobras com os melhores definindo os medalhistas.
| Pos.              | Esquiador       | CON                      | Resultado     |
| ----------------- | --------------- | ------------------------ | ------------- |
| Medalha de ouro   | Nate Smith      | USA Estados Unidos       | 3.00/58/10.25 |
| Medalha de prata  | Robert Pigozzi  | DOM República Dominicana | 1.00/58/10.25 |
| Medalha de bronze | Felipe Simioni  | BRA Brasil               | 4.00/58/10.75 |
| 4                 | Álvaro Lamadrid | MEX México               | 3.00/58/10.5  |
| 5                 | Antonio Collazo | ARG Argentina            | 2.00/58/10.75 |
| 6                 | Martín Labra    | CHI Chile                | 1.50/58/10.25 |
| 6                 | Carlos Lamadrid | MEX México               | 1.50/58/10.25 |
| 6                 | Tobías Giorgis  | ARG Argentina            | 1.50/58/10.25 |